# カバヤ食品
カバヤ食品株式会社（カバヤしょくひん）は、岡山県岡山市北区と東京都千代田区に本社を置く日本の菓子メーカーである。日本カバヤ・オハヨーホールディングスの関連会社。
キャッチフレーズは「おいしさ、健康・美、たのしさ」。

## 概要
1946年（昭和21年）創業。終戦間もない頃、岡山駅前の喫茶店の店舗裏で菓子製造を始めたのが会社の起源だという。当時、水飴の製造メーカーであった林原（現・ナガセヴィータ）が、水飴の需要が落ち込む2月と8月の閑散期を埋めるため、自社でキャラメルの生産を始めたことが設立のきっかけである。
社名の「カバヤ」は、戦後間もない頃創業されたことから、平和を愛し、おとなしい動物であるというイメージを持つカバから採られたものである。

## 沿革
- 1946年（昭和21年） - 創業（当初は林原グループ）。キャラメル・キャンディの製造を開始。
- 1951年（昭和26年） - カバヤ販売株式会社を設立。
- 1952年（昭和27年） - カバヤ文庫プレゼントキャンペーン開始。
- 1960年（昭和35年） - インスタント食品、粉末ジュースの製造開始
- 1963年（昭和38年） - ガム・チョコレート製造開始。
- 1964年（昭和39年） - 清涼菓子「ジューC」製造開始。
- 1972年（昭和47年） - カバヤ販売を吸収合併、製販一体化。
- 1975年（昭和50年） - 「マスカットキャンディー」販売開始。
- 1978年（昭和53年） - 仏マジョレット（Majorette）社と提携し、ミニカーの販売開始。玩具菓子「ビッグワンガム」製造開始。
- 1979年（昭和54年） - 林原グループより離脱・独立。
- 1983年（昭和58年） - カバヤ第一食品株式会社を吸収合併、大阪工場とする。
- 1984年（昭和59年） - 関東工場建設。
- 1988年（昭和63年） - CI導入、現ロゴマーク使用開始。
- 1990年（平成2年） - グミの製造開始。
- 1991年（平成3年） - 岡山工場を現在地へ新築移転。関東工場も生産ラインを増設。
- 1996年（平成8年） - 創業50周年。「さくさくぱんだ」製造開始。
- 2000年（平成12年） - 岡山工場に焼き菓子ラインを新設。大人向けブランド「カレーム」の立ち上げ。
- 2004年（平成16年） - 「ピュアラルグミ」製造開始。カバヤ文庫やおまけ玩具などの展示施設を整備した工場見学ライン「カバヤライブラリー」開設。
- 2006年（平成18年） - 創業60周年。宣伝カー「カバ車」の復刻。
- 2009年（平成21年） - 「生キャラメル」製造開始。
- 2011年（平成23年） - 創業65周年記念事業として「カバ車・ガールフレンド」を製作。関東第二工場を新設。
- 2014年（平成26年） - 大阪工場を閉鎖。
- 2016年（平成28年） - 創業70周年。持株会社「日本カバヤ・オハヨーホールディングス株式会社」設立。グループ会社のオハヨー乳業、エス・バイ・エル カバヤと共に完全子会社となる。
- 2017年（平成29年） - 菓子の海外輸出開始[2]。
- 2018年（平成30年） - 一般社団法人日本経済団体連合会へ入会。関東工場において食品安全マネジメントシステムの国際規格FSSC22000の認証を取得[3]
- 2019年（平成31年） - 岡山工場において食品安全マネジメントシステムの国際規格FSSC22000の認証を取得
- 2024年（令和6年） - 日本カバヤ・オハヨーホールディングス株式会社の保有する株式70%を、投資会社D Capital株式会社が運営するD Capital 1号投資事業有限責任組合の出資する特別目的会社に売却[4]。同日付でカバヤ・オハヨーグループを離脱。

## 事業所
- 本社営業部・岡山工場（岡山市北区御津野々口1100）
- 東京本社（東京都千代田区紀尾井町3-12 紀尾井町ビル10階）
- 関東工場（茨城県常陸大宮市国長400） - チョコレート菓子『さくさくぱんだ』の成型から包装ラインの工場見学ができる。事前予約が必要。
- 大阪工場（2014年閉鎖）（大阪市此花区伝法3-1-11）

## 業務提携
- エス・バイ・エル・カバヤ - 自社とエス・バイ・エル（2013年にヤマダ電機との業務提携でヤマダ・エスバイエルホームに社名変更）が共同出資した住宅販売会社。
- マジョレット（Majorette）社
- エポック社
- タカラトミー - 玩具のタイアップや同じ番組のスポンサーに着く事が多い。
- ボークス - 「ナイト」と呼ばれるメカを主役に置いた一連のシリーズの企画製造元。
- BANDAI SPIRITS ロト・イノベーション事業部 - 一番コフレ（一番くじ）セボンスターを発売。

## 過去の関連会社・事業
- 林原 - カバヤ食品（林原グループの製菓部門）の前身。戦後、カバヤ食品を設立。後の1979年（昭和54年）に完全独立した。
- リーフ - アメリカの食品メーカー。大リーグプロ野球カードのガム（名称不明）やビッグリーグガム等の野球関連の食玩を手がける。1960年代初旬頃にカバヤ食品と業務提携（当時）。
- カバヤリーフ - 米リーフ社と提携による販売子会社（当時）。ライセンスにより主に野球関連の食玩を手がける。プロ野球カードのガムやビッグリーグガムとエフワンガム（後にニューエフワンガム）等を発売。

## 主な商品
- グミ（ピュアラルグミ・タフグミ など）
  - 過去：ぷよぷよグミ[5]、ふにょグミ

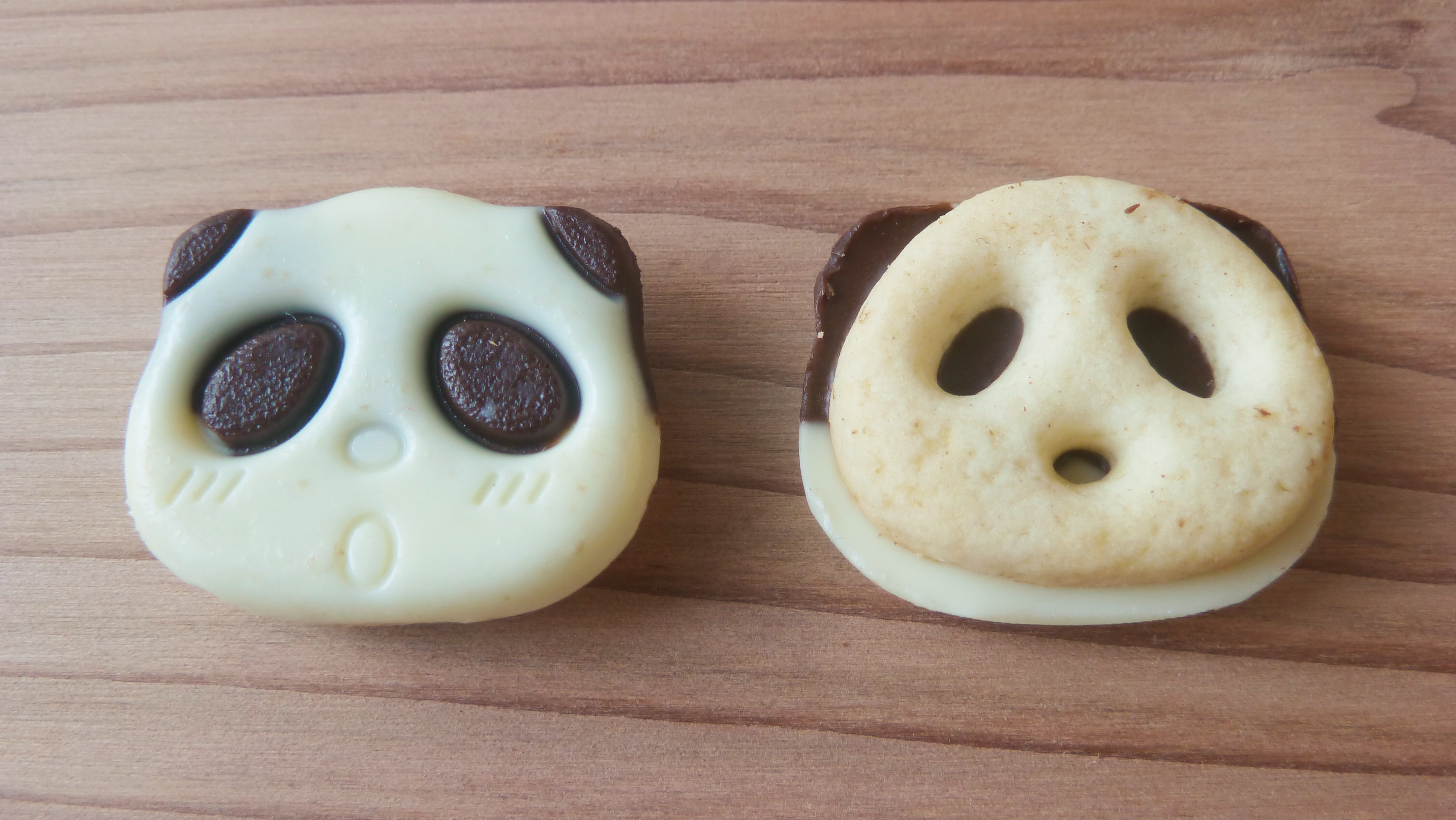
さくさくぱんだ ファミリーパック

- チョコレート（さくさくぱんだ、あっさりショコラ、フィンガーチョコレート、プチパステル、プチプリンチョコなど）
- 清涼菓子（塩分チャージタブレッツ、乳酸菌チャージタブレッツ、ジューC）
- 素材菓子（ソイジャーキー）
- 玩具菓子（セボンスター、ジュエルボックス、ほねほねザウルスなど）
- クッキー、ビスケット（小さなメロンパンクッキーなど）
- キャンディ（沖縄黒飴）
  - 過去：マスカットキャンディ
- プレッツェル（2017年終売）
- 生キャラメル（現在は終売）

## 景品・食玩

### カバヤ文庫

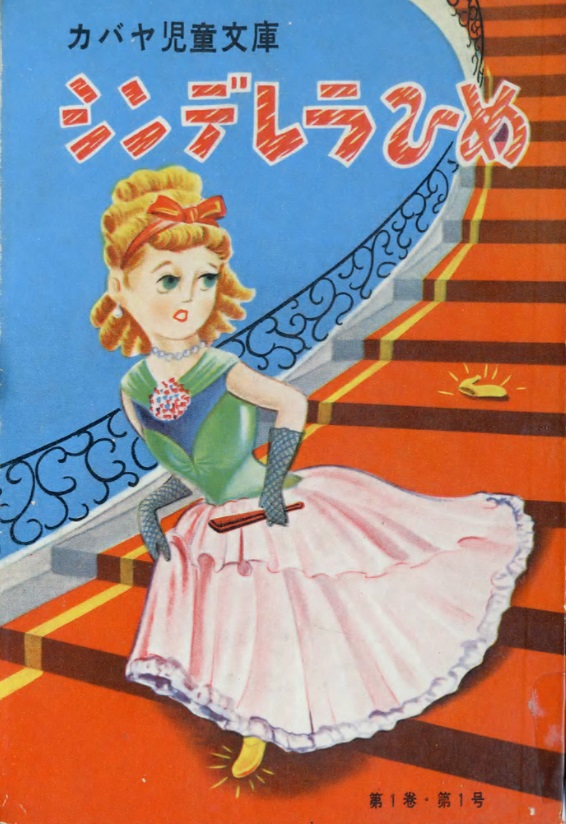
カバヤ児童文庫第1巻
『シンデレラひめ』
（1952年8月3日刊）

カバヤ文庫（カバヤぶんこ）は、カバヤ食品の創業時の看板商品だった「カバヤキャラメル」の景品。キャラメルの箱の中に封入されていた「文庫券」（点数カード）を50点集めて、目録で「カバヤ児童文庫」（世界名作小説集）のタイトルを希望してカバヤ本社に郵送すると、希望通りの本が送られてくるというもの。
1952年（昭和27年）から1954年（昭和29年）までの3年間、キャラメルの販促キャンペーンとして実施した。現在はカバヤ文庫の全巻を岡山県立図書館で閲覧できる。また、同図書館のサイトでデジタル化したものを検索閲覧できる。
また漫画もおまけとして配布しており、巴里夫がデビュー間もない頃に漫画を描いていた。
ちなみに当時は定期刊行物としてハードカバーは認められておらず、林原一郎会長は「子どもが大切にする本だからハードカバーです」とゆずらなかった事から、広島郵政局に提出する見本はペーパーバックとして製作し、応募者にはハードカバーを送ったとされる。

### 食玩シリーズ
各種の食玩を販売するメーカーとしても知られている。初期の頃はキャラメルのおまけのカバヤ文庫に始まり、後には乗り物等のプラ製玩具を封入した。
カバヤリーフ（前述）時代は野球関連の食玩を手がけ、プロ野球選手のカードガム（名称不明）やビッグリーグガム（主に野球ボールガムと立体パズル）とエフワンガム（乗り物等のミニモデル。後のニューエフワンガムより簡易プラ組立てキット）等を発売。それらを発展させ、現在の玩具菓子市場の先駆けとなった。
1978年（昭和53年）発売の「ビッグワンガム」は、あくまで「おまけ」としてプラ組立てキットが付いていて、長期に渡って発売されるロングラン商品（休止中）となった。
その派生としてキャラクター物に進出。ボトムズガムとトランスフォーマーガム等の他、勇者シリーズ等のロボットアニメのプラ組み立てキット食玩も数多い。玩具メーカーの通常のプラモデル商品や玩具等で商品化が見送られたロボット、メカニック等も意欲的に商品化が試みられた。女児向けの商品も、プラ組み立て方式で遊びをテーマとした商品化が試みられた。
1990年代に、ぷよぷよのカードと人形付きの清涼菓子（ラムネ）「ぷよぷよラムネ」を販売している。
1997年（平成9年）、デンマークの玩具メーカー・レゴ社の日本法人レゴ・ジャパンと提携し、レゴブロック付きの清涼菓子（ラムネ）を発売。また、フランスの玩具メーカー・マジョレット（Majorette）社のミニカーも継続的に（「おまけ」として）輸入・販売が継続されている。女児向けのセボンスター（アクセサリー玩具）は、マジョレットミニカー同様のロングセラー商品として知られる。
2000年代には、『B-伝説! バトルビーダマン』、『爆球Hit! クラッシュビーダマン』といったビーダマンシリーズの食玩を発売したが、『爆球Hit! クラッシュビーダマン』の最終回を以って販売終了している。それからしばらく発売されていなかったが、2011年（平成23年）の『クロスファイト ビーダマン』より復帰されている。2013年（平成25年）の『ビーストサーガ』と『トレインヒーロー』を最後に再び終了した。それから3年後の2016年（平成28年）の『タイムボカン24』より再度食玩を発売されている。
2010年代にはタカラトミーの人気ブランド、トミカ・プラレールの食玩が発売されている。
他にもDVD・CD付きガム（食玩CD）など、バラエティに富む商品が発売されている。

#### カバヤオリジナル食玩の一例
- クラッカー・ジャック
- ビッグリーグガム - 米リーフ社と提携の野球関連食玩。主に野球ボールガムと立体パズルを封入。
- エフワンガム - ビッグリーグガムのコンセプトを引き継いだ食玩。エフワンガムの乗り物等のおまけをニューエフワンガム以降は簡易プラ組立てキットに発展させた。
- ビッグワンガム - ビッグリーグガム・ニューエフワンガム、 二つのコンセプトとニューエフワンガムのおまけのコンセプトを引継ぎ発展させたプラスチックスケールモデル食玩。ニューエフワンガムと同じくポリプロピレン系の軟質プラスチックを採用。現在の食玩市場の基盤を作った。ネーミングの由来は、原点の野球食玩（カバヤリーフ時代）頭文字のBIG（ビッグ）を踏まえ、当時本塁打世界記録の王貞治選手の愛称であるビッグ1（ワン）を合わせた事に由来する。
- SF超大作 宇宙連合軍ガム - プラ組み立てキット入り食玩。ビッグワンガムとは違い、こちらはオリジナルSFメカ中心。
- スポーツファイター - ダイバー、アイスホッケー、剣道、スキー、スケードボード、バッターなど各スポーツの用具を装着した人型ロボの軟質プラ組み立てキット 全8種。
- コミック怪獣 - 箱入りキャラメル。塩ビ製のオリジナル怪獣 全8種類。
- セボンスター
- マジョレットミニカー - フランスのミニカー。
- バイオパズラー
- 百獣戦記ジュウカイザー
- 鎧装魔神ガイソード - バイオパズラーの流れを汲む食玩。
- 電脳妖怪バーチャルゴースト
- 食通メカ カップメンウォ～ズ
- 武装獣士ゼロアーマー
- 武闘機神アイアンロード
- ガイアビルダー
- テーブルゲーム チャレンジゴルフ
- 世界の神話
- ほねほねザウルス
- 鋼鉄の戦騎デュエルナイツシリーズ - フィギュア造形はボークスが担当。派生シリーズに「メタルウォーリアーズ」「メタリックビースト」など。また、ボークスが展開している玩具「ブロッカーズ・学園機士デュエルナイツ」シリーズとの連動機能を持つ「ビートルアーマー」「デュエルアームズ」がある。
- 水野晴郎シネマ館 - DVD付き玩具菓子。
- 勇者伝説ブレイブガム - 勇者シリーズのロボットのプラ組み立てキットを「トランスフォーマーガム(平成版)」のノウハウをフィードバックしながら発売するシリーズ。
- シルバニアファミリーミニシリーズ

## 広報活動

### キャンペーン

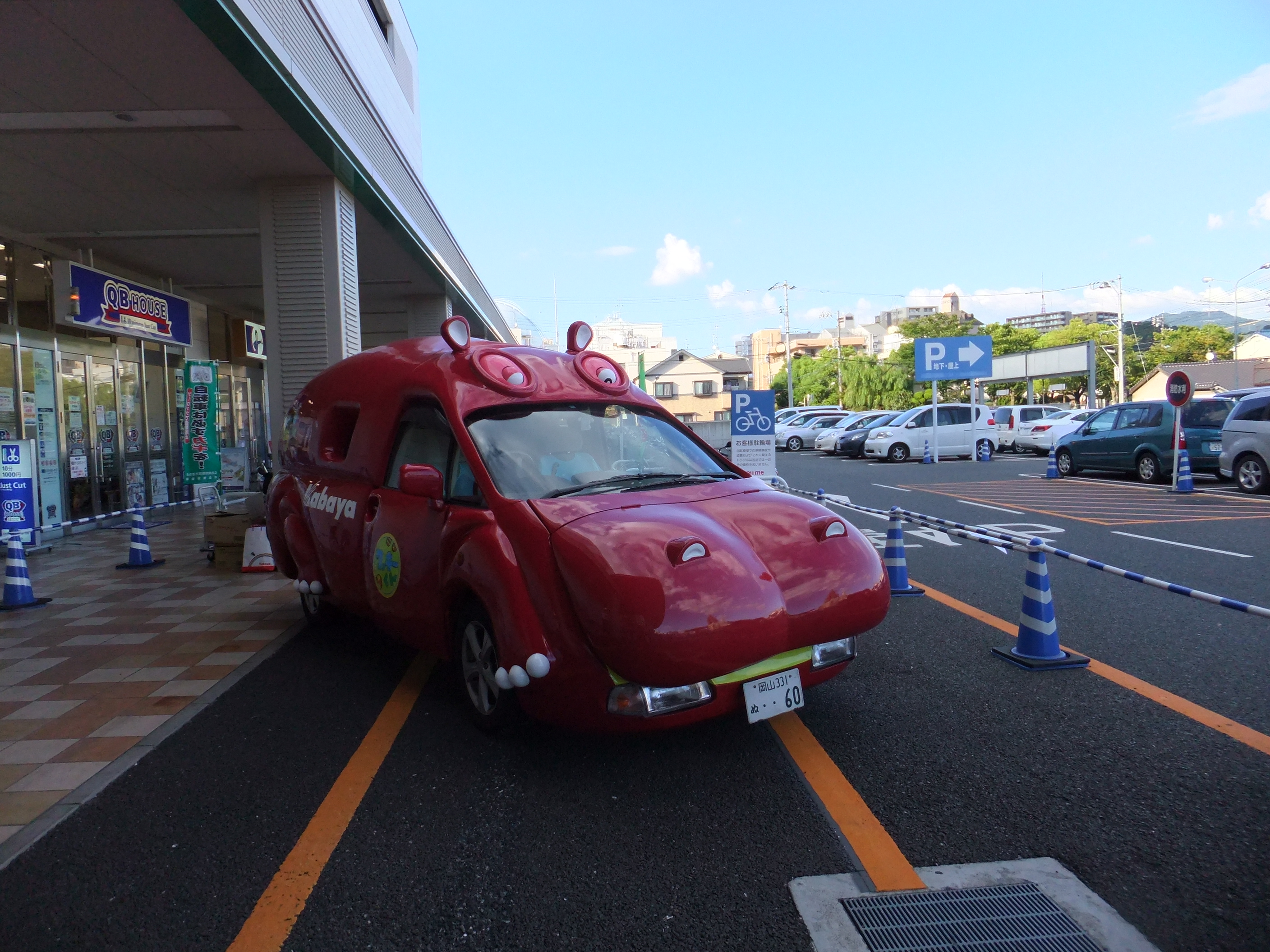
復刻カバ車「クッキーくん」
（ベース車両は初代トヨタ・エスティマ）

#### 初代宣伝カー「カバ車」
1952年（昭和27年）から7年間、カバの胴体を象った宣伝カー「カバ車（カバしゃ）」を使ったキャンペーンも行うなど、地方に本社を置く製菓会社としては異色の宣伝活動を行った。この「カバ車」は、排気量1000ccのトヨペットトラックのシャーシを利用した車両で、カバの背中にカバヤキャラメルの箱を載せるというスタイルであった。
車体製作は広島ボディーが担当、設計にあたってはモックアップとして実物大のクレイモデルを作成し、それに合わせて手作業で車体を製作した上で架装したが、製作に半年を要した。標準的なベース車両の価格が当時約40万円だったのに対して、「カバ車」は1台約125万円であった。15台が製造されたが、全て手作業による製作だったため、1台1台が微妙に表情が変わっていたという。
完成した車両は、1952年（昭和27年）4月に岡山市立出石小学校の校庭でお披露目を行った上で、日本全国を走行し、話題を提供した。山道で「カバ車」と対向した馬車馬が動かなくなったり、農作業中の牛が「カバ車」を見て暴れだした、というエピソードが残されている。しかし、交通規制等の理由により、「カバ車」は昭和30年代に全て廃車となった。現存する車両はなく、本社にミニチュアモデルが残されただけであった。

#### 移動動物園

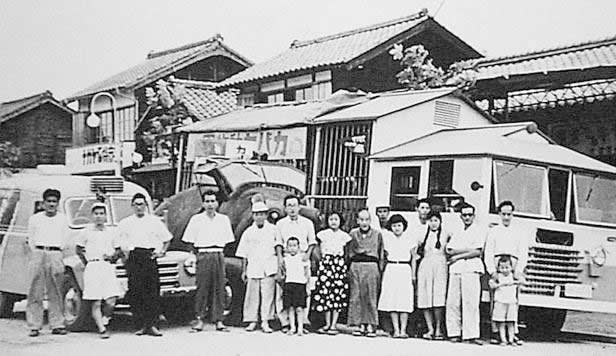
カバ子の移動動物園
（1953-1954年頃）

一方で、1953年（昭和28年）から2年間、本物のカバの「カバ子」（後のデカ）を乗せた移動動物園を販促キャンペーンの一環として行い、日本各地を回ったこともあった。
その後「デカ」は2010年8月5日に石川県能美市のいしかわ動物園で死亡。推定年齢は58歳だった。人間に換算すると100歳以上で、動物園で飼育されているカバとしては日本最長寿、世界でも第2位の長寿であった。

#### 2代目宣伝カー「カバ車・ガールフレンド」
2006年（平成18年）、創業60周年の記念事業として「カバ車」復刻プロジェクトが始動。カバヤに持ちかけて当初この計画を立ち上げたのは兵庫県尼崎市にある工業高校の校長で、ベース車両はトヨタ・エスティマ。さらに移動動物園巡業に同行したカバ「デカ」（当時は「カバ子」）と「カバ車」を対面させるという計画もあった。
2011年（平成23年）、創業65周年の記念事業として「カバ車・ガールフレンド」を製作。カバ車2台の名称を「クッキーくん」、「チョコちゃん」に決定した。

### 提供番組

#### 現在の提供番組
- プラウド 経済のチカラ（テレビせとうち毎週土曜18:30-19:00[注釈 4]）

#### 過去の主な提供番組
- 日本テレビ
  - サンダーマスク
  - 正義を愛する者 月光仮面[12]
  - スーパーロボット マッハバロン
  - キャッツ・アイ（第1期）
  - 魔法の天使クリィミーマミ
  - 機甲界ガリアン
  - トランスフォーマーシリーズ（テレビ東京で放送された時も同様）
  - 蒼き流星SPTレイズナー
  - 魔神英雄伝ワタル
  - 魔動王グランゾート
  - 魔神英雄伝ワタル2
  - 新世紀GPXサイバーフォーミュラ
  - ママは小学4年生
  - ミラクル☆ガールズ
- TBSテレビ/毎日放送
  - 銀河漂流バイファム
  - 愛の戦士レインボーマン (アニメ)
  - B'T-X
  - 電光超人グリッドマン
- フジテレビ
  - 森田一義アワー 笑っていいとも![注釈 5]
  - るろうに剣心 -明治剣客浪漫譚-
  - 岡山放送版「めざましテレビ」
- 東京12チャンネル → テレビ東京/テレビせとうち
  - バトルホーク
  - 太陽の牙ダグラム
  - 装甲騎兵ボトムズ
  - 戦国魔神ゴーショーグン
  - 魔法のプリンセスミンキーモモ
  - サイコアーマーゴーバリアン
  - まんが 水戸黄門
  - エルドランシリーズ - 勇者シリーズと並び称されるサンライズの人気ロボットアニメシリーズで同様に各作品ごとに食玩シリーズを発売。
  - 姫ちゃんのリボン
  - 赤ずきんチャチャ
  - ナースエンジェルりりかSOS
  - こどものおもちゃ
  - 愛天使伝説ウェディングピーチ
  - スーパードール★リカちゃん
  - 機甲警察メタルジャック
  - ハーメルンのバイオリン弾き
  - 電脳冒険記ウェブダイバー
  - 爆闘宣言ダイガンダー
  - 超星神シリーズ
  - B-伝説! バトルビーダマン
  - 爆球Hit! クラッシュビーダマン
  - ミュータント・タートルズ（1987年版）
  - たけしの誰でもピカソ
  - アイドル伝説えり子
  - アイドル天使ようこそようこ
- 日本教育テレビ → テレビ朝日/名古屋テレビ
  - アラーの使者 - 架空の国カバヤン王国のココナツ王子を助ける正義の味方「アラーの使者」の活躍を描く冒険活劇。カバヤ食品がスポンサーで、物語の舞台となるカバヤン王国は社名から、ココナツ王子は当時の主力商品「カバヤココナツキャラメル」からネーミングされた。
  - 七色仮面
  - 愛の戦士レインボーマン
  - 無敵鋼人ダイターン3
  - 機動戦士ガンダム
  - 無敵ロボ トライダーG7
  - 最強ロボ ダイオージャ
  - 超力ロボ ガラット
  - 鎧伝サムライトルーパー
  - 獣神ライガー
  - 勇者シリーズ - 8年もの長期間に渡り同シリーズの食玩（ガム・チョコレート）をシリーズ各作品ごとに複数発売。
  - Bビーダマン爆外伝
  - Bビーダマン爆外伝V
  - ニャニがニャンだー ニャンダーかめん

### 名古屋テレビ制作のアニメに関与した時期について
サンライズとの提携に併せ同社は、1978年放映の『無敵鋼人ダイターン3』提供に参加。また、『勇者シリーズ』との関連性がある『エルドランシリーズ』（テレビ東京）でもスポンサーを担当している。なお、同業の森永製菓もスポンサーに参加している時期がある。2000年の『ニャニがニャンだー ニャンダーかめん』までスポンサーを担当していた。その後は森永製菓が『激闘!クラッシュギアTURBO』および『クラッシュギアNitro』にてスポンサーに復帰している。

### その他
いずれも提供枠は入っていないものの、パーティーシペーション扱いで対応
- クロスファイト ビーダマンシリーズ（テレビ東京）
- ビーストサーガ（テレビ東京）
- トレインヒーロー（テレビ東京）
- タイムボカン24（読売テレビ）

### CMタレント
- 堀内恒夫 - 元東京読売巨人軍投手/現役時代にカバヤ食品のコマーシャルに出演していた。
- 加村真美 - 女優/2018年「塩分チャージタブレッツ」のCMに出演。
- 吉田友利恵 - モデル/2020年「ピュアラルグミ」のCMに出演。
- 鈴鹿央士- 俳優/2023年「タフグミ」、2024年「塩分チャージ」のCMに出演。